# チャンチャーナ
チャンチャーナ（イタリア語: Cianciana）は、イタリア共和国シチリア自治州アグリジェント県にある、人口約3,400人の基礎自治体（コムーネ）。

## 地理

### 位置・広がり

#### 隣接コムーネ
隣接するコムーネは以下の通り。
- アレッサンドリア・デッラ・ロッカ
- ビヴォーナ
- カットーリカ・エラクレーア
- リベーラ
- サンタンジェロ・ムクサーロ